# しょうゆ豆
しょうゆ豆（しょうゆまめ）は香川県の郷土料理である。発酵食品のしょうゆ豆については醤油の実を参照のこと。

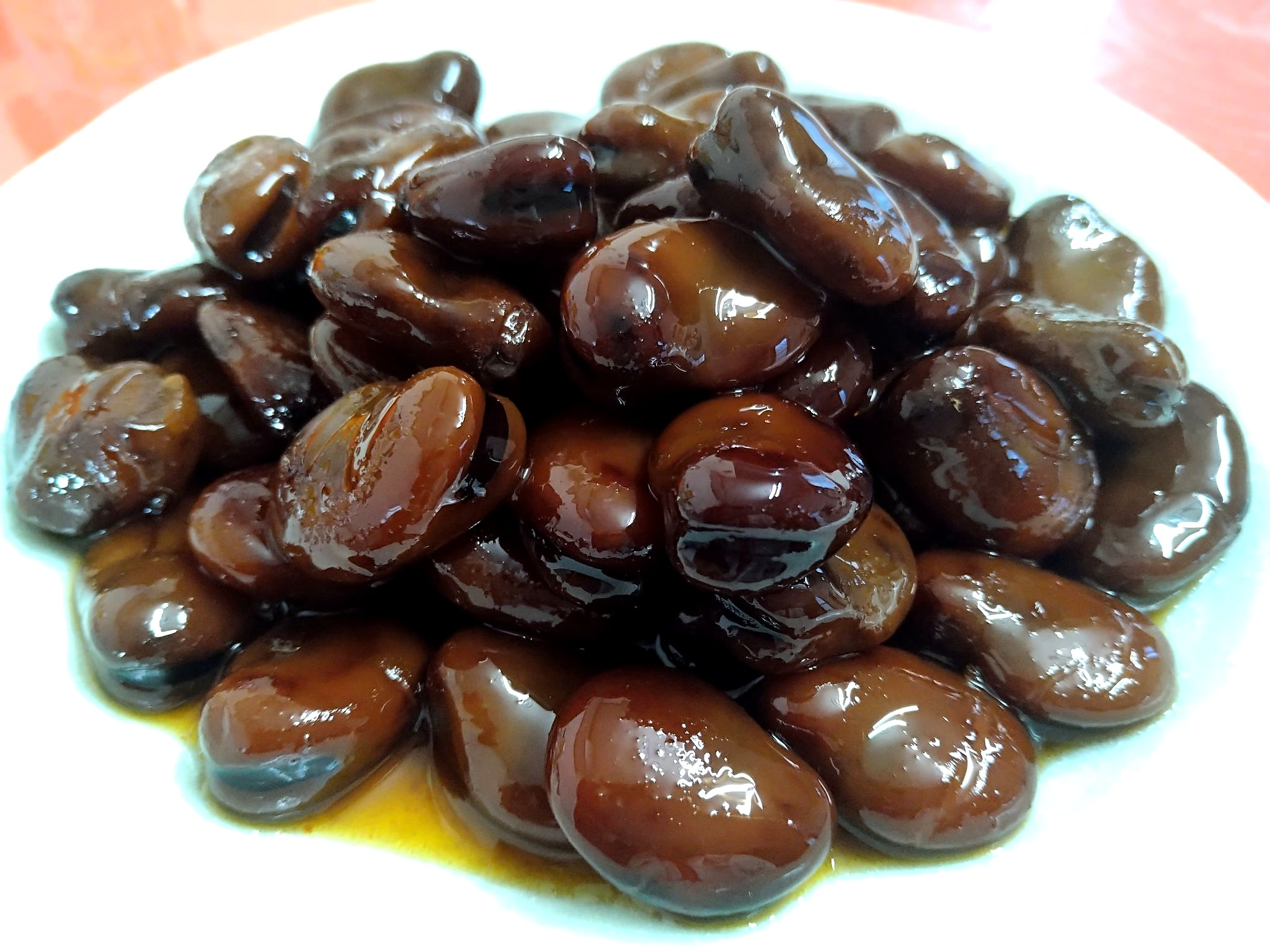
しょうゆ豆

## 郷土料理
外見は黒豆のような大きさ・色をしているが、醤油に漬け込んでいる為、黒豆ほどは甘くは無い。地元では給食などに出てくることもある。

## 料理の作り方
乾燥したそら豆を焙烙に入れ、焦げ目がつくまでよく炒った後、砂糖・醤油・みりん・唐辛子を合わせた調味たれに一晩漬ける。土産物として空港や駅の売店で売られている。

## 警察犬
香川県にある丸亀警察犬訓練所に所属している警察犬の1頭が「しょうゆ豆」と名付けられている。なお、香川以外では知名度が低かったしょうゆ豆という名称を警察犬に名付けたことがきっかけで全国的に知名度が広がりつつある。
このしょうゆ豆は現在は特別養護老人ホームでセラピードッグとして活躍している。

## 醤油の実
長野県、新潟県、山形県、鹿児島県の郷土料理。香川県のしょうゆ豆とは全く別の発酵食品である。詳細は醤油の実の記事を参照。